# Virus Creation Laboratory
Virus Creation Laboratory (VCL) — программа для генерирования компьютерных вирусов (конструктор вирусов).

## Описание
Конструктор вирусов VCL является первой известной программой, которая предназначена для создания компьютерных вирусов. Создана для платформы MS-DOS и снабжена стандартным оконным интерфейсом. К пакету прилагается даже .pif-файл для запуска программы в среде Windows 3.1. Программа разработана вирусописателем Nowhere Man из хакерской группы NuKE.
VCL создаёт исходные листинги вирусов на языке Assembler, объектные модули и непосредственно заражённые файлы. При создании вируса с помощью системы меню можно выбрать:
- тип заражаемых файлов (.com, .exe либо оба типа)
- возможность самошифровки тела вируса
- наличие/отсутствие антиотладочного кода
- внутренние текстовые строки
- до 10 эффектов, проявляющихся при работе вируса
- способ распространения (метод добавления кода, метод замещения с уничтожением первоначального содержимого, компаньон-вирусы)

Характерной особенностью вирусов, сгенерированных программой VCL, является то, что они достаточно примитивны, нерезидентны, сканируют каталоги только текущего логического диска, корректно заражают только .com-файлы. Характерно также стандартное расположение логических блоков программы для всех вариантов сгенерированных вирусов, что позволяет их легко обнаруживать по сигнатурам.
Антивирусные программы определяют вирусы, сгенерированные VCL, как VCL-based.
Автором планировалось написать новую версию программы с возможностью создания резидентных вирусов, но это так и не было реализовано.